# Spiegel Historiael (kroniek)

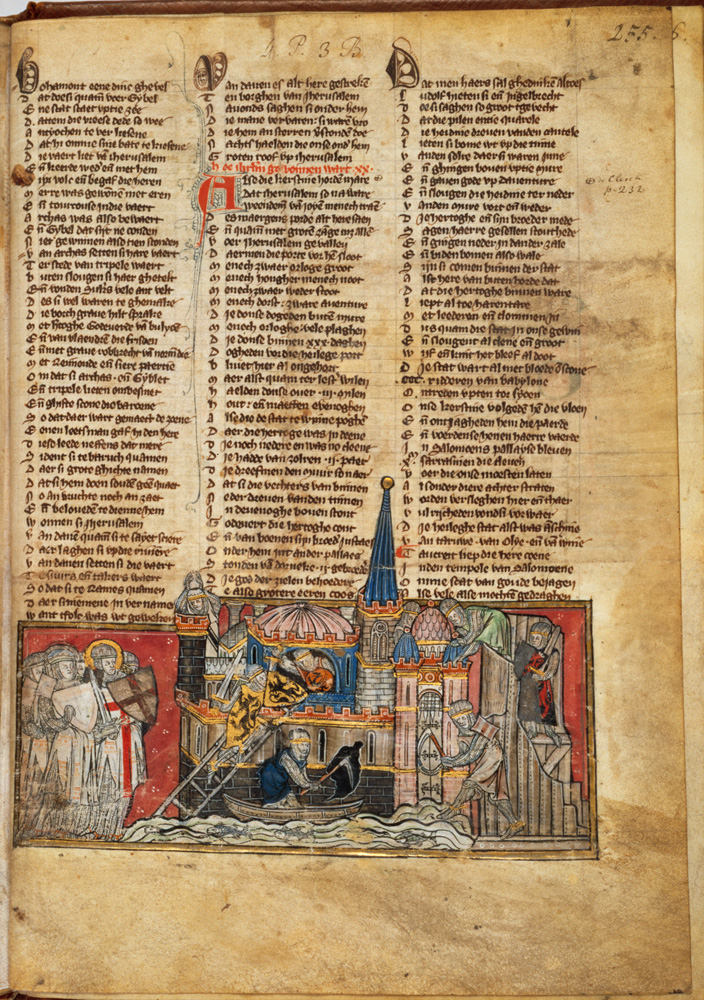
Spieghel Historiael, Handschrift KA XX, Koninklijke Bibliotheek (Nederland), Den Haag,
De verovering van Jeruzalem door Godfried van Bouillon in 1099

De Spiegel Historiael is een Middelnederlandse bewerking van de hand van Jacob van Maerlant, van het Speculum Historiale, een kroniek of geschiedverhaal, in de dertiende eeuw geschreven door Vincent van Beauvais in het Latijn. Het werk van Maerlant bleef na zijn dood onafgewerkt en werd vervolledigd door Lodewijk van Velthem in de veertiende eeuw.

## Maerlants model
Omstreeks 1240-1244 stelde Vincent van Beauvais, een Franse dominicaan, een algemeen wetenschappelijke encyclopedie samen, het Speculum maius. De eerste versie was klaar in 1244. Ze had twee delen, het Speculum Naturale en het Speculum Doctrinale. Nadat Lodewijk de Heilige het werk had leren kennen, gaf hij Vincent van Beauvais in 1246 de opdracht het te vervolledigen. Vincent voegde tussen 1246 en 1256 de Speculum Historiale aan zijn werk toe. Dat bracht de geschiedenis vanaf Adam tot het jaar 1250. Het was waarschijnlijk deze vijfde versie van het werk van Vincent van Beauvais die Maerlant heeft gekend en waarop hij zich baseerde voor zijn Spiegel Historiael. De ‘koninklijke’ versie van het Speculum Maius bestond uit vier folianten, het was een zeer omvangrijk werk, de drie delen samen tellen volgens Ann M. Blair meer dan 4.500.000 woorden, volgens Thomas E. Marston meer dan 4.100.000, verdeeld over 80 boeken en 9885 hoofdstukken. Maerlant moet in de periode waarin hij aan zijn Spiegel Historiael werkte, de beschikking gehad hebben over het werk van Vincent van Beauvais, waarschijnlijk gefinancierd door zijn opdrachtgever Floris V van Holland, want een exemplaar van de Speculum maius moet in die tijd een fortuin gekost hebben.

## Maerlants werk
Jacob van Maerlant begon dus aan een reusachtig werk toen hij in 1284, in opdracht van Floris V, begon aan een Middelnederlandse berijmde bewerking van het Speculum Historiale. Maerlant werkte tot in 1289 aan zijn bewerking. Hij besluit het laatste deel van zijn werk met de volgende verzen:
Ende verstaet dat Jacob moet
Van Merlant rusten terre stede

Vander vierder paertijen mede

Ende beiden tote dats hem Gods jan

Dat hire weder coemet an

Omne te dichtene in redene claer

Die dinghen diere volghen naer
— 
Maerlant wou een geschiedkundig verhaal schrijven, geen encyclopedie samenstellen of vertalen. Men zou kunnen stellen dat Vincent van Beauvais een compilator was en Maerlant een schrijver. Ook het doelpubliek was gans anders, Vincent had als lezers of gebruikers van zijn encyclopedie vooral zijn medebroeders op het oog, Maerlant schreef voor leken. Het resultaat hiervan was dat Maerlant vooral veel moest weglaten. Het bijzonderste slachtoffer hiervan was de clergie, de theologische elementen. Maerlant doet de schepping en de zondeval af in 250 verzen waar Vincentius er niet minder dan 55 hoofdstukken aan besteedde. Ook de bloemlezingen uit de werken van autoriteiten en bekende schrijvers laat Maerlant achterwege. Maerlants werk is duidelijk gegrondvest in de jeesten, het echte geschiedverhaal. Maerlant baseerde zich ook op bronnen die Vincent van Beauvais niet gebruikte zoals de Historia regum Britanniæ van Geoffrey van Monmouth.

## Structuur en inhoud
Jacob van Maerlant volgde voor zijn werk de structuur die opgezet was door Vincentius van Beauvais. Die had zijn Speculum Historiale onderverdeeld in 31 boeken. Maerlant verdeelde die 31 boeken in zijn spiegel in vier delen die hij parties noemde. In zijn overzicht van de geschiedenis behandelde hij voornamelijk de geschiedenis van koningen en keizers.
De Eerste Partie bestaat uit acht boeken met 529 kapittels en 32.000 verzen. Ze behandelt het tijdvak vanaf de schepping tot de dood van de Romeinse keizer Claudius in het jaar 54. In dit deel besteedde hij veel aandacht aan de geschiedenis van Alexander de Grote.
De Tweede Partie telt zeven boeken met 461 kapittels en 42.000 verzen en behandelt de tijd vanaf keizer Nero tot het Concilie van Constantinopel I in 381 onder keizer Theodosius I die toen het trinitair christendom tot staatsgodsdienst uitriep. Deze partie maakte hij niet zelf, maar liet hij over aan Philip Utenbroeke, wiens verzen werden geleverd toen Maerlant al was gestopt met het werk. Onderdeel van deze Partie is een bewerking van het verhaal van Barlaam en Josaphat.
De Derde Partie bevat acht boeken met 462 kapittels en 40.000 verzen behandelde de periode van 381 tot aan de tijd van Karel de Grote, ze was voltooid in 1286-1287. In dit deel komt onder meer de ‘geschiedenis’ van koning Arthur uitgebreid aan bod.

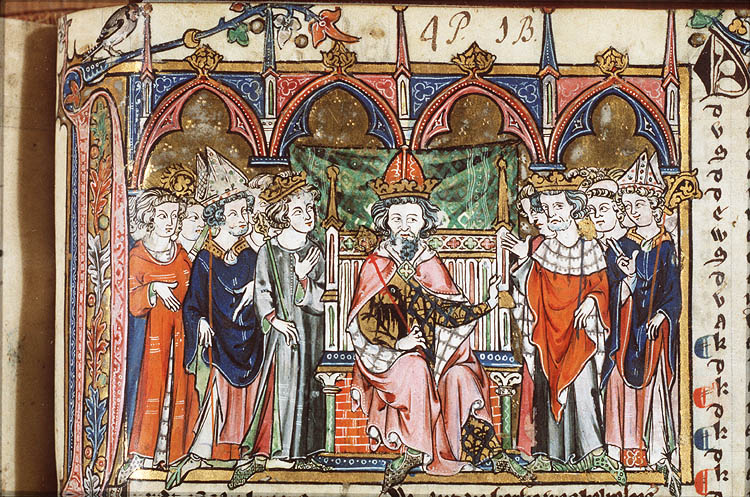
Karel de Grote, Handschrift KA XX, Koninklijke Bibliotheek (Nederland), Den Haag.

De Vierde Partie begon bij Karel de Grote en moest lopen tot in 1250. Maerlant is nooit tot het einde van de Vierde Partie gekomen, na drie boeken met 191 kapittels en 18.000 verzen stopt zijn verhaal met de moord op bisschop Waldric van Laon (25 april 1112) en de aanstelling van diens opvolger Barthélemy in het jaar 1113. In deze partie behandelde Maerlant zeer uitgebreid het leven van Karel de Grote die, als keizer van het Heilige Roomse Rijk, voor hem duidelijk de belangrijkste keizer uit de ganse geschiedenis was. Ook de Eerste Kruistocht kwam zeer uitgebreid aan bod en werd zeer levendig behandeld. Het was blijkbaar ook een onderwerp dat de schrijver nauw aan het hart lag. Midden in het verhaal, na een korte beschrijving van de Investituurstrijd en de verzoening van keizer en paus, beëindigde hij zijn werk met een lofzang op Maria en een aantal van haar mirakels waarbij hij op het einde abrupt aankondigde, met de hoger geciteerde verzen, aan dat hij voorlopig stopte met zijn werk. Volgens Van Oostrom zou het plotse einde niet noodzakelijk met Maerlants gezondheid te maken hebben, maar met de Vlaams-Hollandse spanningen in verband met de Limburgse Successieoorlog. Het zou mogelijk zijn dat dit ertoe geleid heeft dat Maerlant, gevestigd in het ambtsgebied van Gwijde van Dampierre zijn werk ter ere diens schoonzoon Floris V heeft moeten staken.

## Lodewijk van Velthem

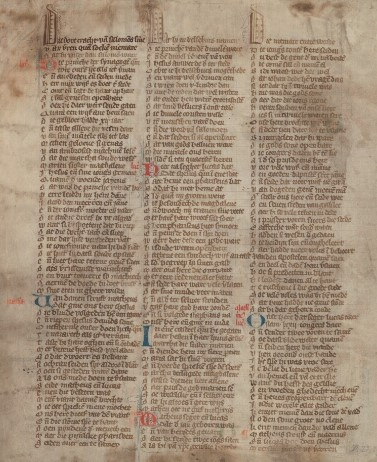
Fragment van de Vierde Partie van de Spiegel Historiael uit de Rijmbijbel. Vervaardigd in de Nederlanden, 14e eeuw. Gefinaliseerd door Lodewijk van Velthem.

Omstreeks Van Maerlants overlijden schreef zijn stadsgenoot Philip Utenbroeke de Tweede Partie. In opdracht van Maria van Berlaer, een Brabantse adellijke vrouw, vervolledigde Lodewijk van Velthem de Vierde Partie. Hij schreef dat Maerlant zijn werk niet had kunnen afmaken omdat hij gestorven was tijdens het opstellen van de Vierde Partie. Gezien Maerlant pas overleed omstreeks 1300 is dit onjuist. Op drie augustus 1315 was hij hiermee klaar. Van Velthem schreef ook een Vijfde Partie (1256-1316) met circa 30.000 verzen. De Vijfde Partie telt acht boeken. Boek IV behandelt de geschiedenis van Brabant en Vlaanderen, met nadruk op de Guldensporenslag.